# Dean Mung'omba
Dean Mung'omba († 19. April 2005) war ein Politiker in Sambia.

## Leben
Dean Mung'omba war ein Bankkaufmann mit Auslandserfahrung in Luxemburg und Texas (USA), der auch diplomatisch eingesetzt wurde. Für seine Regierung schloss er das deutsch-sambische Abkommen über finanzielle Zusammenarbeit vom 28. Oktober 1993. In die Parteipolitik ging er 1991, als in Sambia der Demokratisierungsprozess politisches Engagement erlaubte.
Dean Mung'omba war ein Politiker der Opposition in der Zeit nach Kenneth Kaunda. Er war der Repräsentant der unruhigen Parteienlandschaft dieser Zeit in Sambia schlechthin. Er galt als eloquenter Redner, als Intellektueller und jemand, der an seine Sendung glaubt. 1997 wurde er aufgrund eines Befehls des Präsidenten Frederick Chiluba verhaftet und wie Kenneth Kaunda und über 90 Militärs inhaftiert. Alle wurden unter Anklage des Attentats auf den Präsidenten und Umsturz gestellt. Das Verfahren gegen Dean Mung'omba wurde im Dezember 1998 eingestellt. Gegen die übrigen Putschverdächtigen wurden im September 1999 insgesamt 50 Todesurteile gefällt.
Dean Mung'omba hatte zunächst den Vorsitz des Zambia Democratic Congress inne. Als der sich 1999 mit sechs weiteren Parteien zur Zambia Alliance for Progress zusammenschloss, wurde er zu deren Vorsitzendem.
Dean Mung'omba starb am 19. April 2005 und wurde auf dem Friedhof Old Leopards Hill in Lusaka begraben.

## Referenzen
- recordofworldevents.com
- highbeam.com
- Dean Mung'omba: Death of a Principled Politician, Africa News Service, 29. April 2005

| Personendaten    | Personendaten        |
| ---------------- | -------------------- |
| NAME             | Mung'omba, Dean      |
| KURZBESCHREIBUNG | sambischer Politiker |
| GEBURTSDATUM     | 20. Jahrhundert      |
| STERBEDATUM      | 19. April 2005       |